# Élection présidentielle américaine de 1804
L'élection présidentielle américaine de 1804 est la cinquième élection présidentielle depuis l'adoption de la Constitution en 1787. Elle se solda par la réélection facile du sortant Thomas Jefferson, face à son rival fédéraliste Charles Cotesworth Pinckney.
À la suite des élections de 1796 et de 1800, qui s'étaient soldées par de grandes difficultés à élire le président, la Constitution fut modifiée par le XIIe amendement, définitivement ratifié le 15 juin 1804.
Jusque-là, la Constitution ne distinguait pas l'élection du président de celui du vice-président. Une fois les candidatures déclarées, chaque électeur disposait de deux voix, le candidat arrivé en tête, s'il avait obtenu la majorité absolue, était élu président, et celui arrivé en deuxième position était élu vice-président.
Désormais, chaque grand électeur vote pour un président et un vice-président, système toujours en vigueur de nos jours.

## Désignation des grands électeurs
La désignation des grands électeurs par le vote direct des citoyens est devenue le cas dans la majorité des États, puisque seuls six d'entre eux choisirent encore de les faire désigner par la législature de l'État.
Les autres choisirent soit un vote au niveau de l'État (New Hampshire, New Jersey, Ohio, Pennsylvanie, Rhode Island et Virginie), soit dans le cadre de circonscriptions spécifiques (Kentucky, Maryland, Caroline du Nord, Tennessee), soit un système mixte (Massachusetts).
Dans tous les États qui firent appel au vote direct des citoyens, des dispositions restrictives avaient été mises en place pour limiter le nombre de votants.
176 grands électeurs furent désignés.

## Campagne électorale
Le président Jefferson fut logiquement candidat à sa réélection, mais ce fut le gouverneur de New York, George Clinton, qui fut le candidat démocrate-républicain à la vice-présidence.
Côté fédéraliste, Charles Cotesworth Pinckney, colistier d'Adams en 1800, fut candidat à la présidence, avec le sénateur de New York, Rufus King, comme candidat à la vice-présidence.
Malgré tous les efforts de Pinckney, la popularité de Jefferson s'étant accrue, notamment du fait de la prospérité économique liée à la stabilisation politique en Europe, rendait l'issue du scrutin quasi certaine.

## Résultat des votes
| Candidats                           | Candidats                              | Candidats                   | Grands électeurs | Vote populaire | Vote populaire |
| À la présidence                     | À la vice-présidence                   | Parti                       | Grands électeurs | Voix           | %              |
| ----------------------------------- | -------------------------------------- | --------------------------- | ---------------- | -------------- | -------------- |
| Thomas Jefferson, président sortant | George Clinton, gouverneur de New York | Parti républicain-démocrate | 162              | 104 110        | 72,8           |
| Charles Cotesworth Pinckney         | Rufus King, sénateur de New York       | Parti fédéraliste           | 14               | 38 919         | 27,2           |
| Total                               | Total                                  | Total                       | 176              | 143 029        | 100,0          |